# Championnat de Gibraltar de football 2024-2025
Navigation
Saison 2023-2024 Saison 2025-2026
La saison 2024-2025 de la Football League est la cent vingt-deuxième édition de la première division gibraltarienne. Organisée par la Gibraltar Football Association, elle démarre le 16 septembre 2024. L'intégralité des matchs se déroulent au Victoria Stadium.
En fin de saison, le premier au classement est sacré champion de Gibraltar et se qualifie pour le premier tour de qualification de la Ligue des champions 2025-2026 tandis que le deuxième du championnat et le vainqueur de la Coupe de Gibraltar 2023-2024 se qualifient pour le premier tour de qualification de la Ligue Conférence 2025-2026, la place de la Coupe pouvant être reversée à la troisième place si le vainqueur s'est déjà qualifié pour une compétition européenne d'une autre manière. Aucune équipe n'est reléguée au terme de l'exercice.
Le Lincoln Red Imps remporte lors de la dernière journée le 29e titre de son histoire.

## Équipes participantes
Un total de onze équipes prennent part à la compétition, les mêmes présentes lors la saison précédente.
En plus de sa participation au championnat, le Lincoln Red Imps prend également part à la Ligue des champions 2024-2025 tandis que l'Europa FC et Bruno's Magpies participent quant à eux à la Ligue Europa Conférence 2024-2025.
Légende des couleurs
- Premier tour de qualification de la Ligue des champions 2024-2025
- Premier tour de qualification de la Ligue Europa Conférence 2024-2025

| Club             | Classement 2023-2024 |
| ---------------- | -------------------- |
| St Joseph's FC   | 1er                  |
| Lincoln Red Imps | 2e                   |
| Europa FC        | 3e                   |
| Bruno's Magpies  | 4e                   |
| Manchester 62    | 5e                   |
| Lions Gibraltar  | 6e                   |
| Glacis United    | 7e                   |
| College 1975     | 8e                   |
| Lynx FC          | 9e                   |
| Mons Calpe SC    | 10e                  |
| Europa Point     | 11e                  |

## Compétition

### Format et règlement
Onze équipes prennent part à la compétition. Pour la deuxième saison depuis le changement de règlement, chaque équipe s'affronte deux fois pour un total de vingt matchs disputés pour chacune. Au terme de cette première phase, les six premiers s'affrontent une fois chacun afin de déterminer le vainqueur de la compétition et les qualifications en coupe d'Europe. Les statistiques de la première phase sont conservées lors de la deuxième phase. Le groupe Challenge est supprimé.
Le premier au classement à l'issue de la saison est désigné champion de Gibraltar et se qualifie pour la Supercoupe, où il affronte soit le vainqueur de la Coupe de Gibraltar, soit son dauphin en championnat s'il a également remporté la coupe. Du fait de l'inexistence d'une deuxième division, aucune équipe n'est reléguée au terme de la saison.
Tous les matchs sont joués au Victoria Stadium de Gibraltar. Une victoire rapporte trois points, un match nul un point tandis qu'une défaite n'en apporte aucun. Les critères de départage des équipes sont d'abord le nombre de points inscrits, suivi des résultats lors des confrontations directes entre les équipes à égalité.
Le vainqueur du championnat obtient également une place pour le premier tour de qualification de la Ligue des champions 2025-2026, tandis que son dauphin est qualifié pour le premier tour de qualification de la Ligue Conférence 2025-2026, accompagné soit du vainqueur de la Coupe soit du troisième en championnat si celui-ci s'est déjà qualifié pour une compétition européenne d'une autre façon.

### Première phase

#### Classement
| Rang | Équipe             | Pts | J  | G  | N | P  | Bp | Bc | Diff |
| ---- | ------------------ | --- | -- | -- | - | -- | -- | -- | ---- |
| 1    | St Joseph's FC     | 54  | 20 | 17 | 3 | 0  | 53 | 13 | +40  |
| 2    | Lincoln Red Imps T | 51  | 20 | 16 | 3 | 1  | 57 | 7  | +50  |
| 3    | Europa FC          | 43  | 20 | 13 | 4 | 3  | 49 | 19 | +30  |
| 4    | Bruno's Magpies    | 34  | 20 | 11 | 1 | 8  | 48 | 28 | +20  |
| 5    | Manchester 62      | 34  | 20 | 10 | 4 | 6  | 45 | 28 | +17  |
| 6    | Lions Gibraltar    | 28  | 20 | 8  | 4 | 8  | 33 | 33 | 0    |
| 7    | Glacis United      | 19  | 20 | 6  | 1 | 13 | 29 | 52 | -23  |
| 8    | College 1975       | 18  | 20 | 5  | 3 | 12 | 18 | 39 | -21  |
| 9    | Lynx FC            | 17  | 20 | 5  | 2 | 13 | 25 | 51 | -26  |
| 10   | Mons Calpe SC      | 13  | 20 | 4  | 1 | 15 | 23 | 54 | -31  |
| 11   | Europa Point       | 4   | 20 | 0  | 4 | 16 | 14 | 56 | -42  |

Qualifications
- 1er à 6e : Groupe championnat

Abréviations

#### Résultats
| Résultats (▼dom., ►ext.)                                   | BRU | COL | EFC | EUR | GLA | LRI | LIO | LYN | MAN | MON | STJ |
| Bruno's Magpies                                            |     | 3-2 | 0-0 | 3-2 | 3-1 | 1-4 | 2-1 | 3-0 | 0-2 | 4-1 | 1-3 |
| College 1975                                               | 0-5 |     | 0-3 | 0-0 | 0-2 | 0-2 | 1-1 | 2-1 | 0-2 | 0-4 | 0-4 |
| Europa FC                                                  | 2-0 | 0-0 |     | 3-0 | 8-0 | 0-0 | 3-0 | 3-0 | 2-1 | 3-2 | 1-3 |
| Europa Point                                               | 0-7 | 0-2 | 1-5 |     | 0-4 | 0-5 | 1-4 | 1-1 | 0-4 | 3-3 | 1-6 |
| Glacis United                                              | 0-5 | 2-3 | 1-2 | 3-0 |     | 0-6 | 1-1 | 4-2 | 0-2 | 2-0 | 1-4 |
| Lincoln Red Imps                                           | 2-0 | 5-1 | 3-1 | 2-0 | 4-1 |     | 1-2 | 3-0 | 3-0 | 3-0 | 0-0 |
| Lions Gibraltar                                            | 2-1 | 1-0 | 2-4 | 3-2 | 4-1 | 0-2 |     | 0-2 | 2-2 | 4-2 | 1-3 |
| Lynx FC                                                    | 0-3 | 3-1 | 1-3 | 2-2 | 3-1 | 3-1 | 1-5 |     | 3-2 | 1-2 | 0-7 |
| Manchester 62                                              | 2-1 | 1-2 | 2-2 | 7-0 | 3-2 | 0-4 | 1-1 | 4-2 |     | 4-1 | 1-1 |
| Mons Calpe SC                                              | 2-5 | 3-0 | 1-3 | 2-1 | 1-3 | 0-3 | 0-2 | 1-0 | 0-4 |     | 1-3 |
| St Joseph's FC                                             | 2-1 | 1-0 | 2-1 | 4-0 | 1-0 | 0-0 | 2-1 | 3-1 | 2-1 | 2-1 |     |
| - Victoire à domicile - Match nul - Victoire à l'extérieur |     |     |     |     |     |     |     |     |     |     |     |

### Deuxième phase

#### Groupe championnat
Les matchs du "groupe championnat", s'ajoutent aux matchs de la saison complète. La liste des matchs est diffusée chaque semaine sur le site de la Gibraltar Football Association.
| Rang | Équipe             | Pts | J  | G  | N | P  | Bp | Bc | Diff |
| ---- | ------------------ | --- | -- | -- | - | -- | -- | -- | ---- |
| 1    | Lincoln Red Imps T | 66  | 25 | 21 | 3 | 1  | 68 | 7  | +61  |
| 2    | St Joseph's FC S   | 66  | 25 | 21 | 3 | 1  | 65 | 15 | +50  |
| 3    | Europa FC          | 52  | 25 | 16 | 4 | 5  | 60 | 29 | +31  |
| 4    | Manchester 62      | 40  | 25 | 12 | 4 | 9  | 49 | 34 | +15  |
| 5    | Bruno's Magpies C  | 37  | 25 | 12 | 1 | 12 | 52 | 38 | +14  |
| 6    | Lions Gibraltar    | 28  | 25 | 8  | 4 | 13 | 35 | 49 | -14  |

Qualifications européennes
Ligue des champions 2025-2026
- 1er : Premier tour de qualification

Ligue Conférence 2025-2026
- C et 2e : Premier tour de qualification

Abréviations
| Résultats (▼dom., ►ext.)                                   | BRU | EUR | LRI | LGI | MAN | STJ |
| Bruno's Magpies                                            |     |     |     |     | 0-2 | 0-2 |
| Europa Point                                               | 4-2 |     | 0-4 |     |     |     |
| Lincoln Red Imps                                           | 1-0 |     |     | 3-0 |     |     |
| Lions Gibraltar                                            | 1-2 | 1-4 |     |     |     |     |
| Manchester 62                                              |     | 1-2 | 0-2 | 1-0 |     | 0-2 |
| St Joseph's FC                                             |     | 2-1 | 0-1 | 6-0 |     |     |
| - Victoire à domicile - Match nul - Victoire à l'extérieur |     |     |     |     |     |     |

## Parcours en Coupes d'Europe
| Lincoln Red Imps | Ligue des champions     | 2e tour de qualification  | Qarabağ FK    |
| Lincoln Red Imps | Ligue Europa Conférence | Barrages                  | Larne FC      |
| St Joseph's FC   | Ligue Europa Conférence | 1er tour de qualification | Shelbourne FC |
| Bruno's Magpies  | Ligue Europa Conférence | 1er tour de qualification | FC Copenhague |